# Sakassou
Sakassou es un departamento de la región de Gbêkê, Costa de Marfil. En mayo de 2014 tenía una población censada de 94 525 habitantes.
Se encuentra ubicado en el centro del país, a poca distancia al este de la presa de Kossou.